# Михнівці
Ми́хнівці — село в Україні, у Лубенській міській громаді Лубенського району Полтавської області. Населення становить 889 осіб. Колишній орган місцевого самоврядування — Засульська сільська громада.

## Географія
Село Михнівці знаходиться в північно — західній частині Полтавської області в лісостепу, на правому березі річки Сліпорід, вище за течією на відстані 0,5 км розташоване село П'ятигірці, нижче за течією примикає село Олександрівка. Розташоване за 160 км від обласного центру, та за 18 км від районного центру. Найближча залізнична станція Лубни за 25 км.

## Історія
В матеріалах «Історія міст і сіл України, Полтавської області» наводиться легенда про походження назви села Михнівці. Вона розповідає, що багаті дичиною та рибою угіддя, родючі ґрунти в долині річки Сліпорід привабили козака Міхна і він вирішив заснувати тут свій хутір, десь на початку XVII століття. З часом хутір перетворився в село, яке і стало називатися Михнівці. Документами держархівів області наведена легенда не підтверджується, але А. Грановський в праці «Полтавская єпархія в ее прошлом и настоящем» вказує, що Миколаївська церква в селі Михнівці Лубенського повіту була започаткована близько 1732 року, таким чином в цей час село уже існувало.
За Генеральним слідством про маєтності 1729 -30 рр. Михнівці козацьке село Лукомльської сотні Лубенського полку,20 дворів. З 1750 -64 рр. Горошинської сотні того ж полку. На вказаний рік в селі було 195 хат, мешкало 118 козаків виборних, 44 козаки під помічники, 36 посполитих та козачих підсусідків, 2 різночинці, 2 церковники та 1 духовна особа. Ці статистичні дані свідчать, що село було козаче. За переписом 1859 р. у Михнівцях налічувалось 168 дворів, 1229 жителів. Основну масу населення складали виборні або реєстрові козаки, які мали власну амуніцію, озброєння і зобов'язані були нести військову службу. Козаки під помічники — це бідні козаки, Яких споряджала на службу громада. Посполитими називали українських селян. Вони ділились на декілька категорій: казенні, «владельчиские», або поміщицькі, селяни, які не мали землі і обробляли чужу землю за умовну частину урожаю, називались підсусідками.
В описі Київського намісництва 1787 року вказано, що в селі Михнівці Лубенського повіту проживало 560 душ казенних людей, козаків, значними землевласниками були «коллежские асессоры Матвей Хилчевский и Степан Тарновський, бунчуковый товарищ Гаврила Хильчевский».
На 2 січня 1790 року в парафії Михнівської Миколаївської церкви налічувалось: дворів — 51, хат без двору — 15. Мешканців чоловічої статі — 650, жіночої — 635. В 1771 році священиком Михнівської церкви був Василь Сокальський, який відзначився як будівничий, бо завдяки його турботі було перебудовано престол в церкві, він порушував клопотання про створення нового іконостаса і т. д.
В 1804 році Василь Сокальський був заштатним священиком, а настоятелем значиться його син Стефан.
В 1829 році священиком став Василь Степанович Базилевський. Після смерті в1848 р. його місце займає Андрій Петрович Базилевський.
На 1859 рік село Михнівці значиться як «село владельческое и козаче» розташоване по лівий бік поштової дороги, яка йшла з Лубен у Золотоношу. Належало воно до 2 — стану Лубенського повіту Полтавської губернії. В селі було 168 дворів, мешкало 612 душ чоловічої статі та 617 душ жіночої статі.
З 1861 року нижчою адміністративною одиницею станового селянського самоврядування стала волость. На цей період село Михнівці входило до складу Нижчебулатецької волості.
Після скасування кріпосництва в Росії і зокрема в Україні відбулося розшарування селян. Значна частина з них стала малоземельною, а поряд утворились заможні куркульські господарства.
17 серпня 2023 року у рамках дерусифікації демонтували погруддя Івану Мічуріну.
12 червня 2020 року, відповідно до розпорядження Кабінету Міністрів України № 721-р «Про визначення адміністративних центрів та затвердження територій територіальних громад Полтавської області», село увійшло до складу Лубенської міської громади.
19 липня 2020 року, в результаті адміністративно - територіальної реформи та ліквідації Лубенського району(1923-2020), село увійшло до складу новоутвореного Лубенського району.

## Політика

### Парламентські вибори, 2019
На позачергових парламентських виборах 2019 року у селі функціонувала окрема виборча дільниця № 530527, розташована у приміщенні будинку культури.
Результати
- зареєстровано 586 виборців, явка 61,95%, найбільше голосів віддано за «Слугу народу» — 38,76%, за Радикальну партію Олега Ляшка — 24,16%, за Всеукраїнське об'єднання «Батьківщина» — 12,36%.[4] В одномандатному окрузі найбільше голосів отримав Ігор Лінчевський (самовисування) — 20,92%, за Анастасію Ляшенко (Слуга народу) і Фахраддіна Мухтарова (самовисування) — по 17,48%[5].

## Економіка
- Цегляний завод.
- «Світоч», сільськогосподарське ТОВ.
- ЗАТ «Михнівський млин».
- ТОВ «Юнігрейн-Агро».

## Населення
Згідно з переписом УРСР 1989 року чисельність наявного населення села становила 978 осіб, з яких 441 чоловік та 537 жінок.
За переписом населення України 2001 року в селі мешкало 886 осіб.

### Мова
Розподіл населення за рідною мовою за даними перепису 2001 року:
| Мова       | Відсоток |
| ---------- | -------- |
| українська | 98,65 %  |
| російська  | 1,35 %   |

## Об'єкти соціальної сфери
- Дитячий садочок.
- Школа.
- Будинок культури.

## Пам'ятки
- Меморіальний комплекс[d]: Братська могила воїнів. Пам'ятний знак полеглим воїнам-односельчанам;

## Відомі люди
- Мироненко Дарія Павлівна (1912–?) — українська радянська діячка. Депутатка Верховної Ради УРСР першого скликання (1938–1947).
- Бей Іван Теофанович (1942–?) — український радянський діяч, бригадир тракторної бригади колгоспу імені Мічуріна Лубенського району Полтавської області. Депутат Верховної Ради СРСР 9—10-го скликань.
- Марченко Руслан Володимирович (1978—2016) — старший солдат Збройних сил України, учасник російсько-української війни.